# Gilles Marmasse
Gilles Marmasse, né en 1971, est professeur de philosophie à l’université de Poitiers, où il dirige l’équipe « Métaphysique allemande et philosophie pratique ». Il est spécialiste de l’idéalisme allemand (en particulier de Hegel) et de philosophie de l'histoire.

## Biographie
Gilles Marmasse est un ancien élève de l’École normale supérieure de la rue d’Ulm (promotion L1992), agrégé de philosophie et docteur en philosophie de l’université Paris I. 
Il est successivement  assistant-moniteur à l’Université de Cergy-Pontoise (UFR de droit) de 1998 à 2001, attaché temporaire d’enseignement et de recherche à l’Université Paris 1 – Panthéon-Sorbonne (2001-2002), attaché temporaire d’enseignement et de recherche à l’Université–Jean-Moulin-Lyon III (2002-2004).
Maître de Conférences à l’Université Paris 4 – Sorbonne à partir de 2004, il devient professeur de philosophie à l’université de Poitiers à partir de 2014.

## Domaine de recherche
La recherche de Gilles Marmasse porte principalement sur l'histoire de la philosophie allemande (en particulier de l'idéalisme allemand ) et sur la philosophie de l'histoire, dont la philosophie de Hegel. Il a établi les éditions critiques de plusieurs manuscrits de leçons professées par Hegel à Berlin entre 1821 et 1828. Il a aussi traduit un certain nombre de textes du même auteur, notamment l’Introduction aux Leçons sur l’histoire de la philosophie  et la deuxième partie des Leçons sur la philosophie de la religion. 
Sur le plan de l’interprétation, il a cherché à mieux comprendre le fonctionnement de la méthode « spéculative » propre au discours hégélien. Son étude porte principalement sur les concepts de nature et d’esprit, sur la philosophie du droit et sur la philosophie de l’histoire de Hegel.
S’agissant de la construction de l’Encyclopédie des sciences philosophiques, Gilles Marmasse montre que, pour Hegel, une tension essentielle est celle qui oppose la nature, comme objet radicalement « extérieur », à l’esprit, comme sujet qui se constitue lui-même en intégrant (par Aufhebung, terme clé de la pensée hégélienne) le donné extérieur et sa « naturalité » propre.
S’agissant des Principes de la philosophie du droit, Gilles Marmasse considère que, pour Hegel, les normes publiques résultent de la tendance du sujet spirituel à s’incarner dans le monde. Toutefois, parce que le monde reste alors irrémédiablement étranger à l’esprit, les normes n'ont qu'une efficacité limitée et précaire.
S'agissant des Leçons sur la philosophie de l'histoire, Gilles Marmasse montre que, pour Hegel, l’histoire fait advenir une conception authentique de la liberté, à savoir la découverte que tout individu a une valeur infinie. Pour autant, aux yeux de Hegel, chaque peuple a pour défaut de ne pas pouvoir dépasser son particularisme et est dès lors voué à être vaincu au nom d’une légitimité culturelle et politique supérieure,.

## Ouvrages

### Monographies
- Penser le réel. Hegel, la nature et l’esprit, Paris, Éd. Kimé, 2008, 496 p.
- Force et fragilité des normes. Les Principes de la philosophie du droit de Hegel, Paris, PUF, 2011, 170 p.; réédition en format poche Paris, Vrin, 2019, 250 p.
- L’histoire hégélienne entre malheur et réconciliation, Paris, Librairie philosophique J. Vrin, 2015, 409 p.
- Hegel, une philosophie de la réconciliation, Paris, Ellipses, 2018[8], 416 p.
- Le négatif au travail. Hegel et la raison en devenir, Paris, Hermann, 2018, 285 p.

### Éditions critiques
- Hegel, Vorlesung über Naturphilosophie, Berlin 1823/24, hrsg. von G. Marmasse, Frankfurt a.M., Peter Lang, 2000 (traduction italienne par M. Del Vecchio, Milano, Franco Angeli, 2009) ;
- Hegel, Vorlesung über Naturphilosophie, Berlin 1821/22, hrsg. und eingeleitet von T. Posch und G. Marmasse, Frankfurt a.M., Peter Lang, 2002 (traduction italienne par M. Del Vecchio, Milano, Franco Angeli, 2008) ;
- Hegel, Vorlesung über Naturphilosophie, Berlin 1825/26, hrsg. von K. Bal, G. Marmasse, T. Posch und Kl. Vieweg, Hamburg, Meiner, 2007.

### Traductions
- Hegel, Introduction aux Leçons sur l’Histoire de la philosophie, Paris, Vrin, 2004 ;
- Hegel, La philosophie de l’histoire, traduction de M. Bienenstock (dir.), Ch. Bouton, J.-M. Buée, G. Marmasse, N. Waszek et D. Wittmann, Paris, Livre de poche, 2009 ;
- Hegel, Leçons sur la philosophie de la religion, deuxième partie : « les religions antiques, africaines et orientales », Paris, Vrin, 2010.

### Direction d’ouvrages collectifs
- Hegel, penseur du droit, dirigé par J.-Fr. Kervégan et G. Marmasse, Paris, Éditions du CNRS, 2004 ;
- Die Natur in den Begriff übersetzen, hrsg. von G. Marmasse und T. Posch, Frankfurt a.M., Peter Lang, 2005 ;
- La nature entre science et philosophie, dirigé par N. Lechopier et G. Marmasse, Paris, Vuibert, 2008 ;
- L’histoire, Paris, Vrin, 2010 ;
- Comment fonder la philosophie ? L’idéalisme allemand et la question du principe premier, dirigé par G. Marmasse et A. Schnell, Paris, Éditions du CNRS, 2014 ;
- Du principe à la liberté. Hommage à Bernard Mabille,  dirigé par G. Marmasse et A. Roux, Paris, Presses universitaires de Rennes, 2017 ;
- Raison et société chez le premier Habermas, in Archives de philosophie, 2019, cahier 82-1 ;
- Ricoeur et la pensée allemande de Kant à Dilthey , dirigé par G. Marmasse et R. Picardi, Paris, Éditions du CNRS, 2019.

### Contributions d'ouvrages, articles
- « Philosophie de la nature (Naturphilosophie) », dans Dictionnaire du monde germanique sous la direction d'Élisabeth Décultot, Michel Espagne, Jacques Le Rider, Paris, Bayard, 2007,  (ISBN 978 2 227 47652 3), p. 849-850.
- « Le témoignage de l’esprit chez Hegel », Revue des sciences philosophiques et théologiques, 2017/1 (Tome 101), p. 93-105. DOI : 10.3917/rspt.1011.0093. [lire en ligne]
- « Les phénomènes de crise dans Raison et légitimité de Jürgen Habermas », Archives de Philosophie, 2019/1 (Tome 82), p. 123-139. DOI : 10.3917/aphi.821.0123. [lire en ligne]